# Turodos
Os turodos (em latim:  Turodi) ou aquiflavienses eram um povo galaico do convento bracarense que viviam num ópido na região na qual mais tarde seria fundada a cidade de Água Flávia (em latim: Aquae Flaviae)., atual Chaves, em Trás-os-Montes.
O nome deste povo aparece nomeado como aquiflavienses no padrão dos povos CIL II, 5616, uma coluna comemorativa com a lista das tribos que contribuíram a construção da ponte romana de Chaves.